# Most Salbe
Most Salbe, (bask. Salbeko zubiaa, španj. Puente la Salve) poznat i po starom nazivu Most španjolskih prinčeva, most je u općini Bilbao koji prelazi ušće rijeke Bilbao, povezujući okruge Matiko i Gazteleku sa sjevera i okrug Abando u Bilbau i Abandoibarra s juga. Otvoren je 9. siječnja 1972. godine.

## Podrijetlo imena
Podrijetlo imena Salbe dolazi od činjenice da je, kada su brodovi trebali stići u luku Bilbao, bazilika Begoña bila prva točka koja se vidjela s ovog mosta, jer su mornari pjevali Salbe Gospi od Begoñe. 

## Povijest
Otvoren je 9. siječnja 1972., a inženjer je bio Juan Batanero. Zahvaljujući visini od 23,5 metara, brodovi mogu proći ispod njega.

## Dizala
U podnožju mosta, gdje se susreću šetalište Campo Volantin i avenija sveučilišta, nalazi se donja stanica dizala. Gornje stajalište nalazi se na samom mostu. Ovim sustavom, opremljenim s dva dizala na sjevernoj strani mosta, upravlja grad Bilbao, preko tvrtke Artxanda Funicular S.A., a koristi ga oko 200 000 ljudi godišnje. Od svibnja 2008. korištenje dizala je besplatno. Kao alternativan način uspona postoje i stube.